# Thomas Sutton

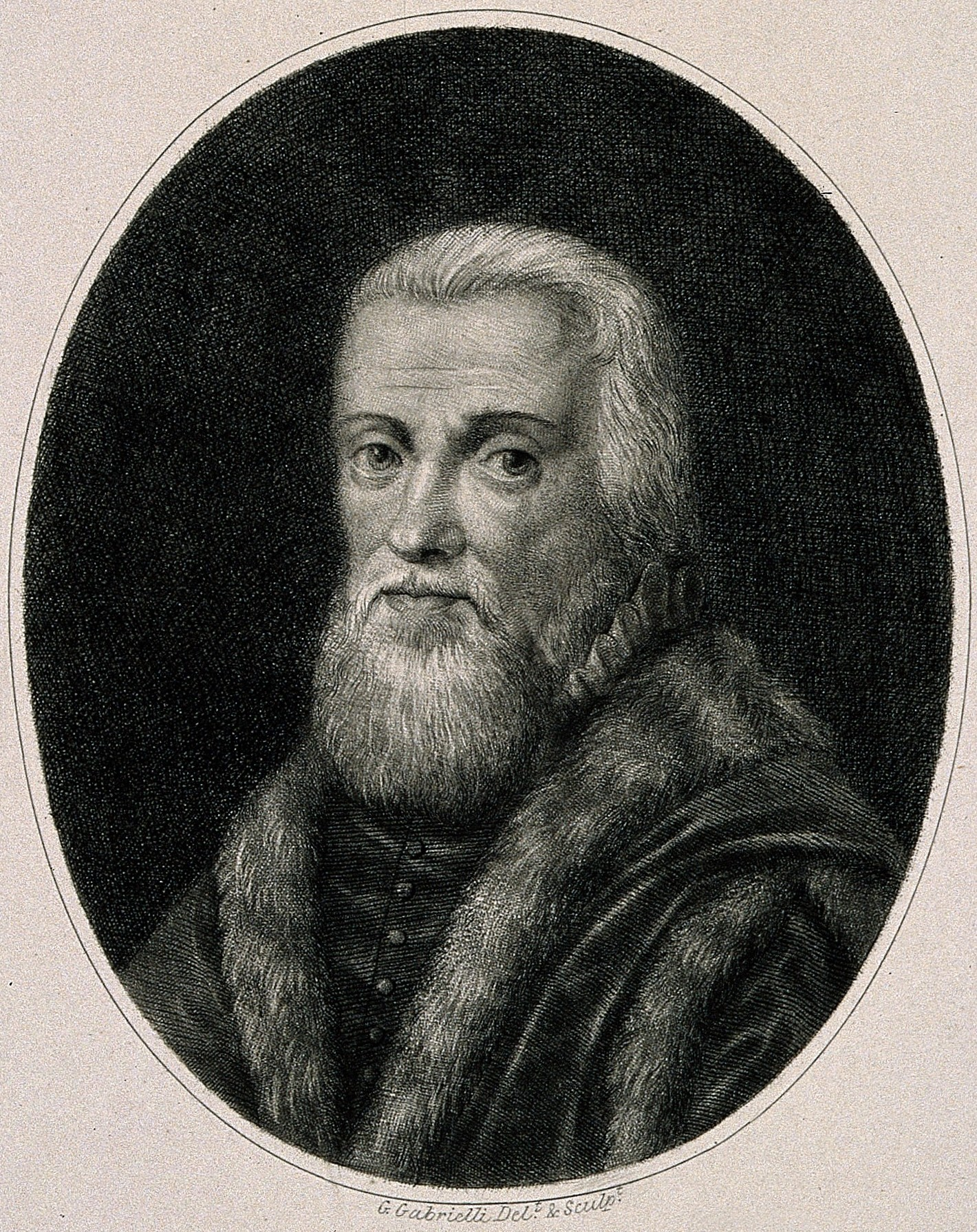
Thomas Sutton, Bildnis von 1875

Thomas Sutton (* 1532 in Knaith; † 12. Dezember 1611 in Homerton) war ein englischer Kaufmann und Staatsbeamter.

## Leben
Als Master of Ordnance war er lange Zeit für die Festungen und den militärischen Nachschub im Norden Englands verantwortlich. 1578 pachtete er die Herrensitze von Wickham und Gateshead in der Nähe von Newcastle-upon-Tyne. Auf den Ländereien der beiden Herrensitze wurden Kohleminen betrieben, die zusammen mit dem Verkauf der Pachten 1583 die Grundlage für Suttons Vermögen legten.
Sutton kaufte im Mai 1611 das als Howard House bekannte London Charterhouse von Thomas Howard, 1. Earl of Suffolk, das auf dem Gelände eines ehemaligen Kartäuser-Klosters am Charterhouse Square in Smithfield am Rande Londons lag. Als Sutton im Dezember 1611 starb, galt er als einer der reichsten Männer Englands und verfügte in seinem Testament, dass sein Haus am Charterhouse Square zum The Hospital of King James and Thomas Sutton in Charterhouse werden sollte. Die dann kurz Charterhouse genannte Einrichtung sollte 80 unverschuldet in Not geratenen Soldaten oder Kaufleuten sowie Bediensteten des königlichen Hofes eine Unterkunft bieten und gleichzeitig eine Schule für 40 Jungen betreiben. Die als Charterhouse School bekannte Public School verließ den Ort ihrer Gründung 1872.